# Children of Men
Children of Men (Brasil: Filhos da Esperança / Portugal: Os Filhos do Homem) é um filme britânico-americano de 2006 livremente adaptado do romance The Children of Men, de P. D. James, dirigido por Alfonso Cuarón. Em 2027, duas décadas depois da infertilidade humana ter deixado a sociedade à beira do colapso, imigrantes em situação ilegal buscam refúgio na Inglaterra, onde o último governo em funcionamento impõe leis opressivas sobre a imigração. Clive Owen interpreta o funcionário público Theo Faron, que deve ajudar uma refugiada africana grávida a escapar do caos. Children of Men também é estrelado por Julianne Moore, Michael Caine, Claire-Hope Ashitey, Pam Ferris e Chiwetel Ejiofor.
O filme foi lançado no dia 22 de setembro de 2006 no Reino Unido e em 25 de dezembro nos Estados Unidos, com os críticos notando as relações entre a data de estreia no Natal e os temas de esperança, redenção e fé. Children of Men foi bem recebido pela crítica especializada e foi reconhecido por suas realizações em fotografia, direção de arte, roteiro e suas inovativas sequências de ação em planos sequências. O filme foi indicado nas categorias de Melhor Roteiro Adaptado, Melhor Fotografia e Melhor Edição no Oscar 2007. Venceu dois BAFTA Award e recebeu o Saturn Award de Melhor Filme de Ficção Científica.

## Enredo
O ano é 2027 e a pessoa mais jovem do mundo, com 18 anos de idade, foi esfaqueada até a morte. A infertilidade mundial, de causas desconhecidas, levou a inquietação social, violência, caos e o colapso da sociedade. O Reino Unido, que ainda possui um governo, é inundado por pedidos de asilo. Em resposta, ele se tornou um estado policial militarizado enquanto as Forças Armadas britânicas lutam para impedir imigrantes. Sequestrado por um grupo que luta pelos direitos dos imigrantes, conhecido como "Os Peixes", o antigo ativista e agora burocrata Theo Faron é levado até a líder, sua ex-esposa Julian Taylor. O casal se separou em 2008 depois que seu filho morreu de uma pandemia de gripe. Julian oferece a Theo dinheiro para que ele consiga papéis de imigração para uma jovem chamada Kee. Theo consegue os documentos por meio de seu primo Nigel, um ministro do governo. Entretanto, os documentos exigem que o refugiado seja acompanhado, então Theo concorda em levar Kee em troca de mais dinheiro. Luke, um membro d'Os Peixes, leva Theo, Kee, Julian e Miriam, uma antiga parteira, para a costa e para um barco. Eles são emboscados por uma gangue armada e Julian é fatalmente baleada. Dois policiais param o carro, porém Luke os mata e eles escapam para uma casa.
Kee revela a Theo sua gravidez, e que Julian havia dito para ela apenas confiar nele. Julian queria levá-la até o "Projeto Humano", um grupo de cientistas que busca encontrar a cura para a infertilidade, supostamente sediado nos Açores. Todavia, Luke propõe manter Kee na Inglaterra e ela concorda em ficar. Mais tarde naquela noite, Theo acorda e vê Luke se encontrar com outros membros. Ele descobre que a morte de Julian foi orquestrada pelos Peixes para que eles pudessem usar o bebê de Kee como uma ferramenta para apoiar a revolução iminente. Theo acorda Kee e Miriam e eles roubam o carro, escapando pelo refúgio recôndito do hippie  Jasper Palmer, um antigo cartunista político e amigo de Theo. Um plano é formulado para que eles embarquem no navio Tomorrow, do Projeto Humano, que chegará em breve no campo de refugiados de Bexhill-on-Sea. Jasper propõe que Syd, uma guarda do campo, os coloque para dentro. Os Peixes seguem o grupo até o refúgio de Jasper, porém Theo, Kee e Miriam escapam. Jasper fica para trás com o objetivo de lhes dar um pouco de tempo. Jasper é morto pelos Peixes à sangue frio, apavorando Theo, que assiste ao assassinato antes de fugir com Kee e Miriam.
Mais tarde, eles se encontram com Syd, que os transporta para Bexhill como prisioneiros. Quando Kee começa a entrar em trabalho de parto no ônibus, Miriam distrai o desconfiado guarda, sendo levada embora. Theo e Kee são levados ao campo, onde as condições são apavorantes, caóticas e violentas. Eles conhecem Marichka, que lhes dá um quarto onde Kee tem o bebê, uma menina. No dia seguinte, Syd encontra Theo e Kee, tendo os conectado com as mortes dos dois policiais, e ameaça delatá-los. Ele também conta que uma guerra entre os refugiados, incluindo os Peixes, e o exército começou. O grupo ataca Syd e escapa. No meio do violento conflito entre os refugiados e as tropas britâncias, os Peixes capturam Kee. Theo consegue encontrar ela e o bebê em um prédio de apartamentos que está sob pesado fogo do exército. Os combatentes param de lutar momentaneamente, percebendo a presença de um bebê, permitindo que Theo, Kee e sua filha escapem.
Marichka os leva até um barco no esgoto, porém se recusa a ir com eles. Enquanto Theo começa a remar, ele revela que foi baleado. Eles então testemunham um bombardeiro em Bexhill pela Força Aérea Real. Kee revela a Theo que ela chamará o bebê de Dylan em homenagem ao filho dele. Theo perde a consciência enquanto o Tomorrow se aproxima.

## Elenco
- Clive Owen como Theo Faron, um antigo ativista que ficou devastado pela morte de seu filho devido a uma pandemia de gripe.[3] Theo é o "arquétipo do homem ordinário" que relutantemente se torna um salvador.[4][5] Contratado em abril de 2005,[6] Owen passou várias semanas com Cuarón e Sexton colaborando sobre seu papel. Impressionado pelas ideias criativas do ator, Cuarón e Sexton o colocaram no time de roteiristas.[7] Histórias anteriores aos eventos do filme, que desenvolviam o personagem de Theo, foram removidas durante a edição: uma cena mostrando ele roubando comprovantes de gasolina de seu trabalho foi retirada para enfatizar as informasções visuais sobre as verbais. "Clive foi de grande ajuda", disse Cuarón, "Eu enviaria a ele um grupo de cenas, então eu ouviria suas opiniões e instintos".[8]
- Julianne Moore como Julian Taylor. Para Julian, Cuarón queria uma atriz que tinha "credibilidade de liderança, inteligência [e] independência".[7] Moore foi contratada em junho de 2005.[9] "Ela é muito divertida de se trabalhar", disse o diretor, "Ela está puxando o tapete em baixo de seus pés o tempo todo. Você não sabe onde ficar, porque ela vai caçoar de você".[7]
- Michael Caine como Jasper Palmer. Caine baseou Palmer em suas experiências com seu amigo John Lennon;[7] foi a primeira vez que ele interpretou um personagem que fumava maconha.[10] Cuarón explica, "Uma vez com as roupas e tudo ele iria para frente do espelho e começava a olhar para si mesmo, e sua linguagem corporal começava a mudar. Michael amou. Ele acreditou ser esse cara".[10] Os desenhos de Jesper, vistos em sua casa, foram feitos por Steve Bell.
- Claire-Hope Ashitey como Kee, uma personagem inexistente no livro. O papel da imigrante em situação ilegal africana foi escrito para o filme, baseado nas opinões de Cuarón sobre a hipótese da origem única humana e a situação de povos desfavorecidos:[11] "O fato dessa criança ser de uma mulher africana tem a ver com o fato da humanidade ter nascido na África. Nós estamos colocando o futuro da humanidade nas mãos dos desprovidos e criando uma nova humanidade a partir disso".[12]
- Chiwetel Ejiofor como Luke
- Pam Ferris como Miriam
- Peter Mullan como Syd
- Charlie Hunnam como Patric
- Danny Huston como Nigel, o primo de Theo e um alto oficial do governo britânico. Nigel é chefe do programa "Artes das Artes" do Ministério das Artes, que "resgata" trabalhos como David, de Michelangelo, e Guernica, de Pablo Picasso.
- Oana Pellea como Marichka
- Paul Sharma como Ian
- Jacek Koman como Tomasz

## Prêmios
P. D. James, que gostou do filme, e os roteiristas de Children of Men venceram o USC Scripter Award pela adaptação do romance original; Howard Rodman, presidente da USC School of Cinematic Arts Writing Division, descreveu a adaptação do livro para a tela como "roteirização do mais alto nível", apesar de Gerschatt ter notado que o roteiro tinha pouca semelhança com o romance: o gênero do bebê foi mudado, assim como a personagem que estava grávida (Julian, no romance); Theo, que morre no filme, não morreu no romance. O filme também foi indicado na categoria de Melhor Roteiro Adaptado no Oscar 2007.
Children of Men também foi indicado ao Oscar nas categorias de Melhor Fotografia (Emmanuel Lubezki) e Melhor Edição (Alfonso Cuarón e Alex Rodríguez). O filme venceu o BAFTA Award nas categorias de Melhor Fotografia (Lubezki) e Melhor Desenho de Produção (Jim Clay, Geoffrey Kirkland e Jennifer Williams), ainda sendo indicado ao prêmio de Melhores Efeitos Visuais (Frazer Churchill, Paul Corbould, Michael Eames e Tim Webber). O diretor de fotografia Emmanuel Lubezki venceu o prêmio de Melhor Fotografia para um filme nas premiações da American Society of Cinematographers. A Australian Cinematographers Society também premiou Lubezki com o Prêmio Internacional de Fotografia por seu trabalho em Children of Men.
O filme venceu o Saturn Award de Melhor Filme de Ficção Científica entregue pela Academy of Science Fiction, Fantasy & Horror Films, e ainda foi indicado ao Prêmio Hugo de Melhor Apresentação Dramática, Forma Longa.